# Vracovice u Horního Břečkova

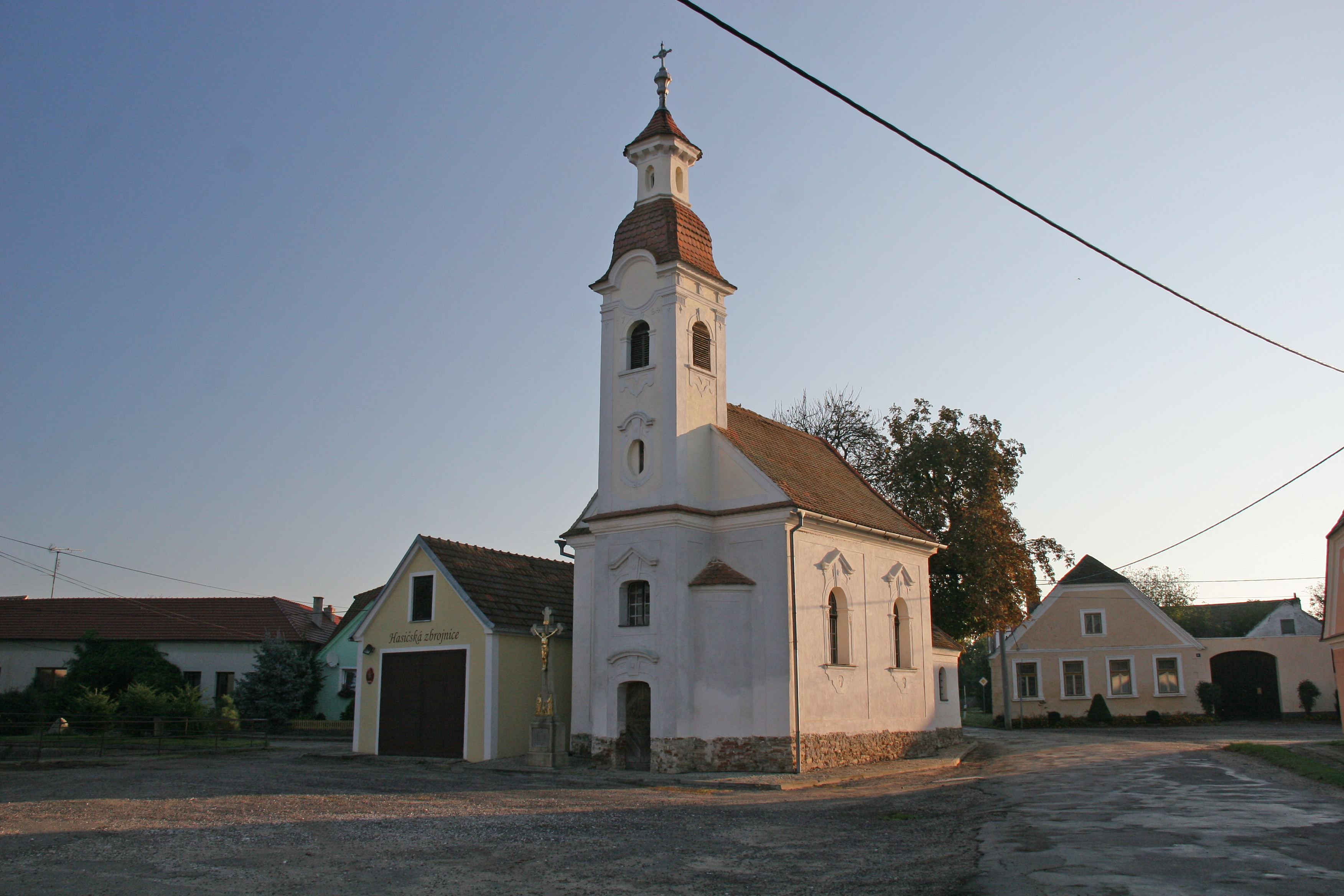
Kapelle des Erzengels Michael

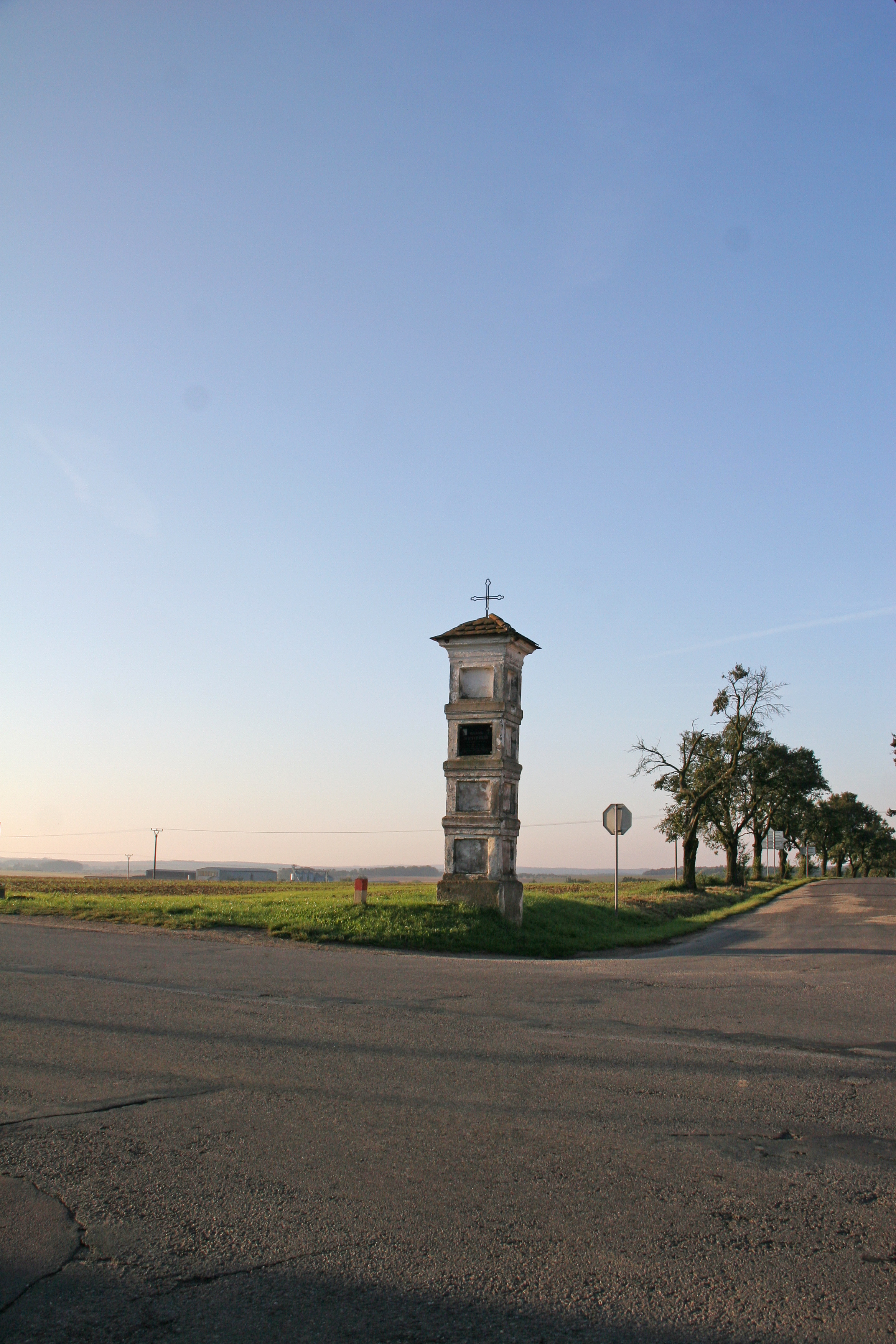
Bildstock an der Straße nach Znojmo

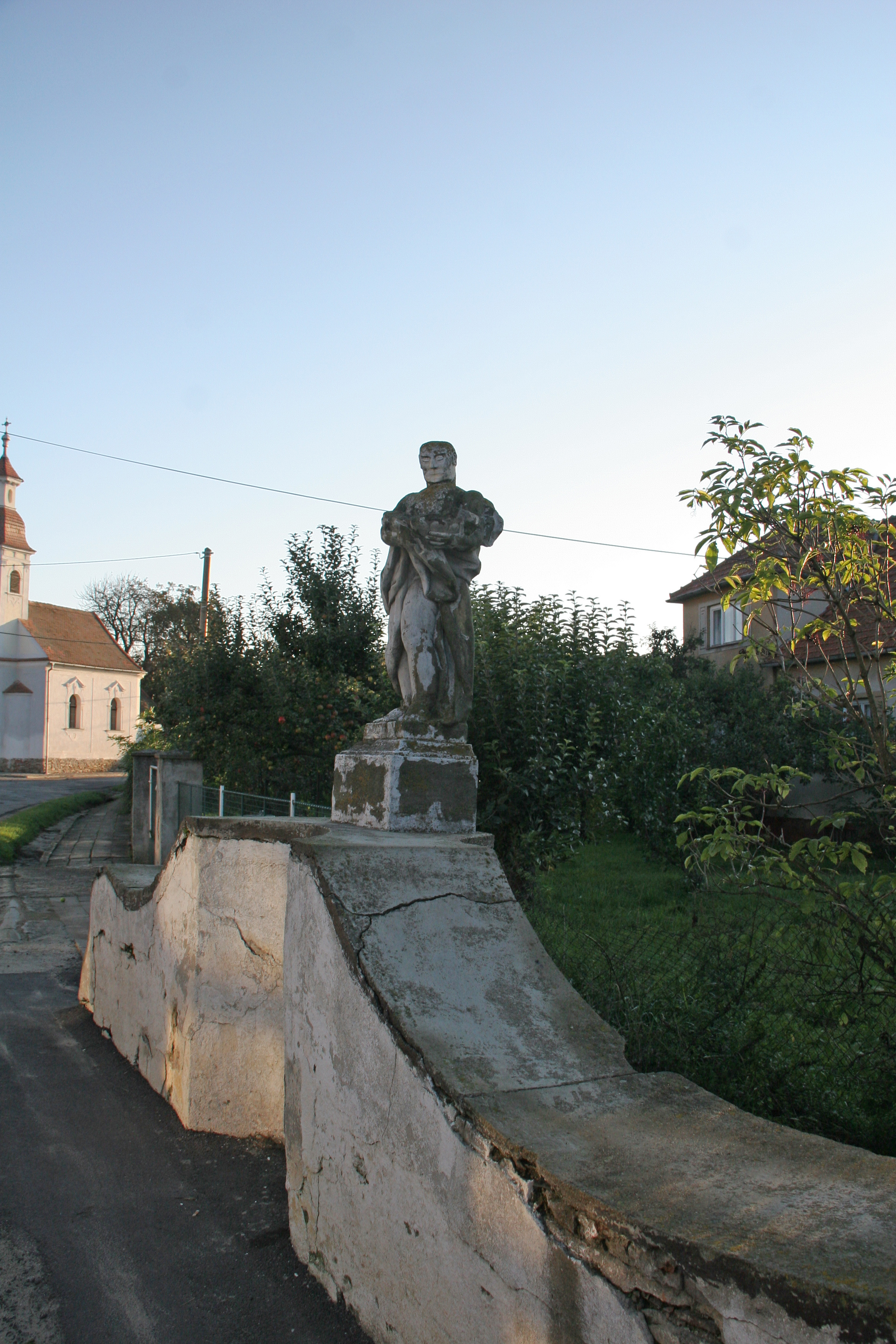
Straßenbrücke über den Mramotický potok mit Statue des hl. Johannes von Nepomuk

Vracovice (deutsch Edenthurn) ist eine Gemeinde in Tschechien. Sie liegt zwölf Kilometer nordwestlich von Znojmo und gehört zum Okres Znojmo.

## Geographie
Vracovice befindet sich im Quellgebiet des Baches Mramotický potok in der Citonická plošina (Edmitzer Ebene). Nördlich des Dorfes liegt der Teich Polní rybník, südöstlich der Vracovický rybník. Nördlich des Dorfes erheben sich die Lesná (444 m n.m.) und der Šimperk (416 m n.m.), im Nordosten der Kněží háj (405 m n.m.), südwestlich der Větrník (Mühlberg, 510 m n.m.) und im Westen die Vranovská brána (492 m n.m.). Am südlichen Ortsrand verläuft die Staatsstraße II/408 zwischen Přímětice und Šumná. Gegen Südwesten erstreckt sich der Nationalpark Podyjí. Reichlich zwei Kilometer nördlich führt die Bahnstrecke Znojmo–Nymburk an Vracovice vorbei, die nächsten Haltestellen sind Šumná und der Bahnhof Olbramkostel.
Nachbarorte sind Ctidružice, Grešlové Mýto, Pavlice und Vranovská Ves im Norden, Hostěrádky und Olbramkostel im Nordosten, Žerůtky und Mramotice im Osten, Kasárna, Milíčovice und Bezkov im Südosten, Horní Břečkov im Süden, Čížov und Zadní Hamry im Südwesten, Vranov nad Dyjí und Lesná im Westen sowie Šumná im Nordwesten.

## Geschichte
Die erste urkundliche Erwähnung des zur Burg Frain gehörigen Dorfes Breczowicz erfolgte am 28. September 1323, als König Johann von Luxemburg die landesherrliche Burg zusammen mit der Stadt Jevíčko bei Heinrich von Leipa gegen die Stadt Tachov eintauschte. Verträge zwischen Petr von Vracovices Witwe Kunka und Přech von Kojetice aus den Jahren 1406 und 1407 lassen darauf schließen, dass Breczowicz zu dieser Zeit ein eigenständiges Gut war. Als Arkleb von Boskowitz 1515 die Herrschaft Frain von Albert Bítovský von Lichtenburg erwarb, gehörte Breczowicz wieder zu derselben. Bereits ein Jahr später wurde das Dorf als wüst bezeichnet. Die Wiederbesiedlung erfolgte in der Mitte des 16. Jahrhunderts durch deutsche Bauern. In dieser Zeit gelangte das Dorf zur Burg Neuhäusel. Der Überlieferung nach soll von dem alten Dorf nur noch ein Turm gestanden sein, woraus sich der neue Ortsname Zum öden Turm bzw. Ödenthurm entwickelte.
Im Jahre 1618 wurden in Ödenthurm eine Feste und ein Meierhof erwähnt. In Folge der Zerstörung der Burg Neuhäusel im Jahre 1648 wurden deren Güter der Herrschaft Frain zugeschlagen. Nach dem Dreißigjährigen Krieg wurden in Ödenthurm wieder tschechische Siedler ansässig, zu dieser Zeit bildete der tschechische Anteil der Bevölkerung ein knappes Drittel. Seit 1671 wurde das Dorf Edenthurn genannt. Zum Ende des 17. Jahrhunderts war das Dorf wieder fast ausschließlich von Deutschen bewohnt. 1680 erwarb Reichsgraf Michael Johann von Althann die Herrschaft Frain. Josef von Althann, dem die Herrschaft seit 1774 gehörte, verschuldete sich mit dem Umbau des Schlosses Frain so sehr, dass er 1793 in Konkurs ging. Daraus erwarb Joseph Hilgartner Ritter von Lilienborn die Herrschaft, er veräußerte sie 1799 an Stanislaw Graf Mniszek. In Edenthurn lebten im Jahre 1793 287 Personen. Eine Schule ist seit 1812 nachweislich. Im 19. Jahrhundert bildete sich der tschechische Ortsname Wracovicz heraus, der vom erloschenen Dorf Breczowicz abgeleitet wurde.
Im Jahre 1834 bestand das Dorf Edenthurn bzw. Wračowice aus 55 Häusern mit 234 überwiegend deutschsprachigen Einwohnern. Im Ort gab es eine Kapelle und eine Schule. Pfarrort war Fröschau. Bis zur Mitte des 19. Jahrhunderts blieb Edenthurn der Allodialherrschaft Frain samt der Burg Neuhäusel untertänig. Amtsort war der Markt Frain.
Nach der Aufhebung der Patrimonialherrschaften bildete Edenthurn / Vračovice ab 1849 eine Gemeinde im Gerichtsbezirk Frain. 1868 wurde das Dorf Teil des Bezirkes Znaim. Im Jahre 1880 lebten in der Gemeinde 237 Deutsche und acht Tschechen, zehn Jahre später waren es 248 Deutsche und 110 Tschechen. Als tschechischer Ortsname wurden zu der Zeit Vracovice und Vrácovice verwendet. Die Freiwillige Feuerwehr wurde 1888 gegründet. Im Jahre 1910 lebten in den 58 Häusern von Edenthurn 331 Personen, darunter 289 Deutsche und 39 Tschechen. Die Bewohner lebten sämtlich von der Landwirtschaft, außerdem gab es im Ort eine Brennerei.
Nach dem Ersten Weltkrieg zerfiel der Vielvölkerstaat Österreich-Ungarn, Edenthurn wurde 1918 Teil der neu gebildeten Tschechoslowakischen Republik. Der Meierhof wurde bei der Bodenreform von 1923 aufgehoben und auf dem Hof eine Volksschule für die Kinder der tschechischen Landarbeiter eröffnet. Im Zuge der Bildung der Gemeinde Schönwald musste Edenthurn 1923 mehr als die Hälfte ihres Kastasters, darunter den Fasanhof sowie das ausgedehnte Waldgebiet um die Burg Šenkenberk an Schönwald abtreten. Als tschechischer Ortsname wurde 1924 Vracovice festgelegt. Im selben Jahre entstand eine Molkereigenossenschaft. Beim Zensus von 1930 bestand Edenthurn aus 52 Häusern und hatte 264 Einwohner, darunter 202 Deutsche und 54 Tschechen. Nach dem Münchner Abkommen wurde das Dorf 1938 von deutschen Truppen besetzt und dem deutschen Landkreis Znaim zugeordnet. 1939 wurde Edenthurn nach Oberfröschau eingemeindet. Nach dem Ende des Zweiten Weltkrieges kam Vracovice zur Tschechoslowakei zurück und bildete wieder eine Gemeinde im Okres Znojmo. Im Juni 1945 wurden die deutschen Bewohner aus Vracovice vertrieben. Bei der Gemeindegebietsreform von 1960 wurde Vracovice erneut als Ortsteil an Horní Břečkov angeschlossen. Im Jahre 1961 hatte das Dorf 171 Einwohner. Seit dem 24. November 1990 bildet Vracovice wieder eine eigene Gemeinde.

## Sehenswürdigkeiten
- Barocke Kapelle des Erzengels Michael, erbaut 1761 auf Kosten der Gemeinde. Im Jahre 1802 erfolgte der Anbau der Sakristei. Bis 1874 wurden in der Kapelle Gottesdienste abgehalten.
- Bildstock an der Straßenkreuzung nach Znojmo
- Barocke Straßenbrücke über den Mramotický potok aus dem 18. Jahrhundert, mit zwei Statuen, darunter des hl. Johannes von Nepomuk
- Burgruine Šenkenberk, im Wald nördlich des Dorfes
- Volkstümliche Bauernhäuser